# Arno Herzig
Arno Herzig (* 19. června 1937, Vambeřice) je německý historik novodobých dějin.

## Životopis
Arno Herzig po maturitě studoval dějiny, germanistiku a geografii na univerzitě ve Würzburgu. Promoval v roce 1965 z filozofie, habilitoval v roce 1973 a v období 1979 až 2002 přednášel novodobé dějiny na univerzitě Hamburk.
Zabývá se německo-židovskými dějinami, reformací, rekatolizací a dějinami Kladského hrabství a Slezska. Je členem historické komise pro Slezsko a patří do pracovní skupiny Lea Baecka.

## Dílo
- Schlesien. Das Land und seine Geschichte in Bildern, Texten und Dokumenten. Ellert & Richter, Hamburg 2008, ISBN 978-3-8319-0282-8
- Die Geschichte der Juden in Deutschland. Ellert & Richter, Hamburg 2007, ISBN 3-8319-0264-X
- Geschichte des Glatzer Landes. spoluautor Małgorzata Ruchniewicz. DOBU-Verl., Hamburg 2006, ISBN 3-934632-12-2
- Jüdische Quellen zur Reform und Akkulturation der Juden in Westfalen. Aschendorff, Münster 2005, ISBN 3-402-05762-X
- Schlesische Lebensbilder / Bd. 8. Schlesier des 14. bis 20. Jahrhunderts. 2004, ISBN 3-7686-3501-5
- Glaciographia Nova: Festschrift für Dieter Pohl. DOBU, Hamburg 2004, ISBN 3-934632-05-X
- Judentum und Aufklärung: jüdisches Selbstverständnis in der bürgerlichen Öffentlichkeit . Vandenhoeck und Ruprecht, Göttingen 2002, ISBN 3-525-36262-5
- Konfession und Heilsgewissheit: Schlesien und die Grafschaft Glatz in der frühen Neuzeit, Bielefeld 2002, ISBN 3-89534-459-1
- Jüdische Geschichte in Deutschland: von den Anfängen bis zur Gegenwart.Beck, Mnichov 2002, ISBN 3-406-47637-6
- Unterschichtenprotest in Deutschland 1790-1870, Vandenhoeck & Ruprecht, Göttingen 1988
- (spoluautor Rainer Sachs): Der Breslauer Gesellenaufstand von 1793. Die Aufzeichnungen des Schneidermeisters Johann Gottlieb Klose. Darstellung und Dokumentation, Schwarz-Verlag Göttingen 1987.
- „In unsern Herzen glüht der Freiheit Schein“. Die Entstehungsphase der bürgerlichen und sozialen Demokratie in Minden (1848-1878), Minden 1981.
- Der Allgemeine Deutsche Arbeiter-Verein in der deutschen Sozialdemokratie. Dargestellt an der Biographie des Funktionärs Carl Wilhelm Tölcke (1817-1893), Colloquium-Verlag Berlin 1979.